# Kozma Prezviter
Kozma Prezviter (Bulgaars: Козма презвитер) is een dorp in het noordoosten van Bulgarije. Het dorp is gelegen in de gemeente Omoertag in de oblast Targovisjte. Het dorp ligt hemelsbreed 14 km ten zuidwesten van Targovisjte en 260 kilometer ten noordoosten van Sofia. 

## Bevolking
Op 31 december 2020 telde het dorp Kozma Prezviter 514 inwoners. Het aantal inwoners vertoont al jaren een dalende trend: in 1946 woonden er nog 979 personen in het dorp.
| Bevolkingsontwikkeling tussen 1934 en 2020          |
| --------------------------------------------------- |
|                                                     |
| Bron: Nationaal Statistisch Instituut van Bulgarije |

In het dorp wonen grotendeels etnische Turken. In de optionele volkstelling van 2011 identificeerden 111 van de 141 ondervraagden zichzelf als etnische Turken - oftewel 78,7% van alle ondervraagden. 27 ondervraagden noemden zichzelf etnische Bulgaren; terwijl 3 respondenten geen etnische achtergrond hebben gespecificeerd. Aangezien de overige 436 van de 577 bewoners niet werden ondervraagd, is het niet mogelijk om harde conclusies aan deze uitkomst te verbinden.
| Etnische samenstelling van de respondenten (2011) | Etnische samenstelling van de respondenten (2011) | Etnische samenstelling van de respondenten (2011) | Etnische samenstelling van de respondenten (2011) | Etnische samenstelling van de respondenten (2011) |
| ------------------------------------------------- | ------------------------------------------------- | ------------------------------------------------- | ------------------------------------------------- | ------------------------------------------------- |
|                                                   |                                                   |                                                   |                                                   |                                                   |
| Bulgaren                                          | Bulgaren                                          |                                                   | 19,1%                                             | 19,1%                                             |
| Turken                                            | Turken                                            |                                                   | 78,7%                                             | 78,7%                                             |
| Roma                                              | Roma                                              |                                                   | 0,0%                                              | 0,0%                                              |
| Anders/Onbekend                                   | Anders/Onbekend                                   |                                                   | 2,2%                                              | 2,2%                                              |

Belomortsi · Balgaranovo · Dolna Choebavka · Dolno Kozarevo · Dolno Novkovo · Goljamo Tsarkvisjte · Gorna Choebavka · Gorno Kozarevo · Gorno Novkovo · Gorsko Selo · Ilijno · Kamboerovo · Kestenovo · Kozma Prezviter · Krasnoseltsi · Mogilets · Obitel · Oegledno · Omoertag · Panajot Chitovo · Panitsjino · Petrino · Plastina · Ptitsjevo · Padarino · Parvan · Rositsa · Ratlina · Stanets · Taptsjilesjtovo · Tsarevtsi · Tserovisjte · Tsjernokaptsi · Velitsjka · Velikdentsje · Verentsi · Veselets · Visok · Vrani Kon · Zelena Morava · Zmejno · Zvezditsa